# Monsanto (California)
Monsanto è un'area non incorporata della contea di Contra Costa in California, Stati Uniti d'America. Essa si trova sul percorso della linea ferroviaria Atchison, Topeka e Santa Fe, a 7,2 km ad est da Martinez.